# Акимов, Иван Николаевич
Иван Николаевич Акимов (род. 7 марта 1987, Ленинград) — российский хоккеист, нападающий. Мастер спорта России.

## Биография
Сын хоккеиста Николая Акимова. Воспитанник петербургского СКА. В сезоне 2002/03 дебютировал в составе СКА-2, затем провёл за команду четыре полных сезона. В сезоне 2006/07 провёл три матча за СКА в Суперлиге при Борисе Михайлове и 8 матчей за петербургский «Спартак» в высшей лиге. По ходу следующего сезона после прихода в СКА главного тренера Юрия Леонова перешёл в «Нефтяник» Альметьевск, затем — в «Белгород». Вернувшись в Санкт-Петербург, два сезона отыграл в ХК ВМФ. В сезоне 2010/11 выступал в Эстонии за «Виру Спутник». Следующий сезон начал в белорусском клубе «Химик-СКА» Новополоцк, затем перешёл в клуб ВХЛ «Титан» Клин. В октябре 2013 года перешёл в клуб «ВМФ-Карелия». Перед сезоном 2014/15 оказался в ХК «Ростов» из РХЛ. По окончани сезона появилась информация о переходе Акимова в команду ВХЛ «Рязань», однако следующий сезон он также провёл в «Ростове». Сезон 2016/17 отыграл в команде ВХЛ Б «Мордовия», в ноябре был признан лучшим нападающий лиги. Три следующих сезона провёл в клубе чемпионата Эстонии «Вялк 494» Тарту.
Серебряный призёр чемпионата Эстонии. Чемпион, серебряный и бронзовый призёр ВХЛ-Б. Лучший нападающий чемпионата ВХЛ-Б 2014/15.
Тренер «Центра хоккейного развития Red Machine». Окончил НГУ имени физической культуры и спорта им. П. Ф. Лесгафта.